# Агенда 47
Агенда 47 представља пакет предлога за које републикански кандидат Доналд Трамп наводи да би их применио ако буде изабран за 47. председника Сједињених Држава.

## Преглед
Агенда 47 је оно што председничка кампања Доналда Трампа 2024. назива њиховим формалним политичким плановима. Према Трамповој кампањи, то је "једини званични свеобухватан и детаљан поглед на то шта ће председник Трамп урадити ако се врати у Белу кућу ". Представљен је на веб страници кампање у низу видео записа у којима Трамп износи сваки предлог. Према речима Филипа Бампа, неки видео снимци Агенде 47 су се појавили као реакција на актуелне догађаје почетком 2023.
2023. званичници Трампове кампање су признали да је Пројекат 2025 добро усклађен са Агендом 47. Пројекат 2025 је, од јуна 2024, наводно изазвао извесну сметњу у Трамповој кампањи која је историјски преферирала мање и нејасније предлоге политике како би ограничила могућности за критику и одржала флексибилност. Неки коментатори су тврдили да је пројекат 2025 најдетаљнији поглед на то како би изгледала Трампова администрација. Агенда 47 и Пројекат 2025 деле многе теме и политичке планове, укључујући проширење председничких овлашћења, смањење средстава за Министарство образовања, масовне депортације, смртне казна за дилере дроге и коришћење националне гарде у градовима под вођством либерала.
Планови укључују изградњу „градова слободе“ на празним савезним земљиштима, улагање у производњу летећих аутомобила, увођење бонуса за рађање ради подстицање бејби бума, спровођење протекционистичке трговинске политике и преко четрдесет других предлога. Седамнаест политика за које Трамп каже да ће применити ако буде изабран захтевало би одобрење Конгреса. Неки од његових планова су правно контроверзни, као што је укидање држављанства по рођењу, и можда ће захтевати измену Устава САД.
Многи предлози Агенде 47 су спорни. Један предлог Агенде 47 би увео смртну казну за дилере дроге и трговце људима, а други би  мексичке картеле ставио на листу страних терористичких организација.Трамп такође предлаже распоређивање Националне гарде у урбане градове са високим степеном криминала.